# Insieme per forza (film 2014)
Insieme per forza (Blended) è un film del 2014 diretto da Frank Coraci.
Si tratta di una commedia romantica dal cast corale incentrata sull'incontro di due famiglie con genitori single, interpretati da Adam Sandler e Drew Barrymore, al loro terzo film insieme dopo Prima o poi me lo sposo e 50 volte il primo bacio.

## Trama
Jim Friedman è un padre single di tre figlie, vedovo, che da poco ha deciso di provare ad incontrare altre donne. Un amico gli organizza un appuntamento al buio con Lauren Reynolds, madre separata di due bambini. Il loro incontro va talmente male che i due decidono di non volersi mai più vedere. Ma il destino vuole che si reincontrino in un supermercato e lì la commessa scambia erroneamente le rispettive carte di credito. Quando Jim si reca a casa di Lauren per restituirle la carta e riavere la sua, scopre che Jen, la miglior amica di Lauren, ha litigato con il suo fidanzato, Dick (datore di lavoro di Jim) che rivela di voler rinunciare ad un viaggio per famiglie in Africa che avevano acquistato. Sia Lauren che Jim chiedono a Dick di rivendere i biglietti, senza immaginare di stare per partire per la stessa vacanza, ed infatti si incontrano in Sudafrica.
Man mano, Jim, Lauren e le rispettive famiglie hanno modo di conoscersi meglio. Tra Jim e Lauren sembra nascere un nuovo sentimento e comincia a formarsi un legame di gruppo anche tra i loro figli. Lauren aiuta Larry, la maggiore delle figlie di Jim, ad essere più femminile in modo da poter conquistare il suo coetaneo Jake, e si prende anche cura delle altre due sorelline. Jim insegna al piccolo Tyler a giocare a baseball, e a Brendan a boxare.
Tuttavia, Jim non si sente ancora pronto per una nuova relazione. Ritornati in patria, Jim e Lauren ritornano alle rispettive vite. Presto però Jim cambierà idea, rendendosi conto di essere innamorato di Lauren. Va quindi a trovarla portandole un mazzo di fiori, ma quando bussa alla porta, lo accoglie l'ex marito di Lauren, Mark, che con fare alquanto ostile lo avverte di essere tornato per ricostruire il rapporto con Lauren. Jim, deluso, si vede costretto ad andar via. 
Ma quando Mark cerca di avvicinarsi a Lauren, lei rifiuta nettamente le sue avances, accusandolo di non essere né un buon padre né un marito fedele, poiché aveva avuto una relazione extraconiugale durante il loro matrimonio.
Alla fine, Jim e Lauren si incontrano quando vanno a sostenere Tyler per l'incontro di baseball. Nell'occasione, dichiarano di voler stare insieme e si baciano con l'approvazione dei rispettivi figli.

## Produzione
Per il ruolo di Jen in un primo momento era stata ingaggiata Chelsea Handler, poi sostituita da Wendi McLendon-Covey. Con un budget di circa 40 milioni di dollari le riprese si sono svolte nel resort sudafricano di Sun City, dove è ambientata buona parte del film, e in Georgia, per le parti ambientate negli USA. 
Durante le riprese Sandler ha incontrato la troupe di un documentario di Superquark e ne aveva approfittato per avere un po' di consulenza sugli animali locali. Piero Angela è stato gentile al punto da intervistare Sandler nello studio di Superquark per promuovere il film.
Durante la lavorazione il film aveva cambiato temporaneamente titolo da Blended a The Familymoon, scelta su cui i produttori sono poi ritornati sui propri passi in vista della distribuzione dell'opera.

## Distribuzione
Il film è stato distribuito nelle sale statunitensi dal 23 maggio 2014, a cura della Warner Bros. In Italia è uscito il 2 luglio 2014 con il titolo Insieme per forza.

## Citazioni
Nella pellicola sono presenti due riferimenti al film 50 volte il primo bacio e un riferimento al film Prima o poi me lo sposo. Entrambi i film avevano come protagonisti proprio Adam Sandler e Drew Barrymore:
- Durante la scena del supermercato fa la sua apparizione un uomo che ripete unicamente la frase "Ciao sono Tom!". Questo personaggio è identificabile in Tom 10 secondi, che appare brevemente nel film 50 volte il primo bacio dimostrando di possedere una grave forma di amnesia a causa della quale la sua memoria si resetta ogni 10 secondi.
- Lauren canta alla piccola Lou la canzone Over The Rainbow, presente nella colonna sonora di 50 volte il primo bacio.
- Alexis Arquette, presente nel cast del film Prima o poi me lo sposo, appare in un cameo nella scena finale del film.

## Accoglienza
Accolto da recensioni prevalentemente negative, ad agosto 2014 il film ha incassato la cifra di circa 46 milioni di dollari negli USA e più di 120 milioni di dollari in tutto il mondo.

## Riconoscimenti
- 2015 - Young Artist Awards[7]
  - Miglior performance in un film - Giovane cast
  - Nomination Miglior performance in un film - Giovane attrice non protagonista a Emma Fuhrmann